# Szerokopas
Szerokopas est un village de Pologne situé en Couïavie-Poméranie, dans le Powiat de Toruń et dans le gmina (commune) de Chełmża.
De 1975 à 1998, le village appartient administrativement à la Voïvodie de Toruń.